# Pittsburgh Civic Arena
El Civic Arena, anteriormente Civic Auditorium y más tarde Mellon Arena, era un estadio ubicado en el centro de Pittsburgh, en el estado de Pensilvania (Estados Unidos). El Civic Arena sirvió principalmente como el hogar de los Pittsburgh Penguins, la franquicia de la Liga Nacional de Hockey (NHL) de la ciudad, desde 1967 hasta 2010.
Construido en 1961 para uso de la Ópera Ligera Cívica de Pittsburgh (CLO), fue una creación del propietario de una tienda por departamentos Edgar J. Kaufmann. Fue la primera instalación de deportes importantes con techo retráctil en el mundo, cubriendo 15 794 m², construido con casi 3000 toneladas de acero de Pittsburgh y sostenido únicamente por un enorme brazo en voladizo en el exterior de 79,2 m. A pesar de que fue diseñado y diseñado como una cúpula de techo retráctil, el costo operativo y las reparaciones de los gatos hidráulicos detuvieron todas las retracciones completas después de 1995, y el techo permaneció cerrado permanentemente después de 2001. La primera apertura del techo fue durante un espectáculo de Carol Burnett el 4 de julio de 1962, al que exclamó "Damas y caballeros"... ¡Les presento el cielo!"
El Civic Arena acogió numerosos conciertos, el circo, mítines políticos y religiosos, carreras de patines, así como concursos de hockey, baloncesto, pesaje de torneos de pescado, tenis profesional, boxeo, lucha libre, lacrosse, fútbol, campeonatos de patinaje sobre hielo y espectáculos caninos. La estructura se utilizó como telón de fondo para varias películas importantes de Hollywood, la más destacada Muerte súbita en 1995. Antes de su desaparición, se conocía como Mellon Arena, llamado así por Mellon Financial, específicamente el empresario estadounidense y 49.º Secretario del Tesoro Andrew W. Mellon, que compró los derechos del nombre en 1999. Sus derechos de denominación expiraron el 1 de agosto de 2010 y la arena adoptó una vez más el nombre de Civic Arena.

## Construcción y diseño
Los 22 millones de dólares (227 millones en dólares de 2023) arena se completó para la CLO en 1961. El alcalde David L. Lawrence había anunciado públicamente planes para un "teatro cívico" el 8 de febrero de 1953 después de años de presión pública después de que el presidente de CLO, líder cívico y propietario de los grandes almacenes de Kaufmann, Edgar J. Kaufmann, anunciara su intención el 1 de diciembre de 1948 de encontrar un nuevo hogar para el grupo. La financiación fue proporcionada por una combinación de dinero público y privado, incluidas subvenciones del condado de Allegheny, la ciudad de Pittsburgh y Kaufmann.</ref> El diseño de la arena incorporó 2950 toneladas de acero inoxidable de Pittsburgh.
Para hacer espacio para la arena, la ciudad usó el dominio eminente para desplazar a 8000 residentes y 400 negocios del distrito de Lower Hill, el centro cultural de la vida negra en Pittsburgh. La demolición comenzó en 1955 y terminó en 1960. La última estructura en ser demolida fue la Iglesia Episcopal Metodista Africana (AME) de Bethel, construida en 1908. La carta de la ciudad prohibía el uso del dominio eminente en las iglesias, pero la Autoridad de Reurbanización Urbana de Pittsburgh pudo hacerlo porque no era una entidad de la ciudad. El 21 de julio de 1959, una huelga del acero detuvo los trabajos en la arena y retrasó su fecha de apertura.
La Arena fue diseñada para la CLO, que anteriormente realizaba producciones en el Estadio Pitt. El techo, que estaba sostenido por un 79,2 m arco, estaba libre de soporte interno sin dejar obstrucción para los asientos en su interior. El techo, que tenía un diámetro de 126,5 m, se dividió en ocho secciones. Seis podrían plegarse por debajo de dos, en dos minutos y medio, lo que convierte al Civic Arena en el primer estadio deportivo cubierto importante del mundo con un techo retráctil. Un total de 42 camiones montados sobre 78 ruedas, 30 de los cuales se conducían individualmente, soportaban y desplazaban los seis tramos móviles. Los camiones, los motores de engranajes y el motor de CA de 480 voltios que movían las secciones del techo fueron diseñados y fabricados por Heyl & Patterson Inc., una firma local de ingeniería especializada.
La capacidad de la arena fluctuó según el evento que se organizara, pero aumentó debido a las adiciones entre 1972 y 1991. La arena originalmente consistía solo en asientos en el tazón inferior, pero con el tiempo, se instalaron cubiertas superiores en las "zonas finales" de la arena para aumentar la capacidad. En diciembre de 1999, Mellon Financial compró los derechos de denominación del Arena en un contrato de 10 años y 18 millones de dólares, que rebautizó la arena Mellon Arena.
El marcador central original era de tipo electromecánico Nissen con pantalla de reloj digital, que aparece en la película El pez que salvó a Pittsburgh. Ese fue reemplazado durante las renovaciones de 1986 por un marcador American Sign and Indicator con una animación/tablero de mensajes de matriz de tres líneas en blanco y negro en cada lado, que aparece en Sudden Death. White Way Sign creó el marcador central final de la arena, con una placa de video Sony JumboTron en cada lado, que permaneció durante los últimos dieciséis años de uso de la arena.